# Leptomerosepsis ruwenzoriensis
Leptomerosepsis ruwenzoriensis är en tvåvingeart som först beskrevs av Vanschuytbroeck 1963.  Leptomerosepsis ruwenzoriensis ingår i släktet Leptomerosepsis och familjen svängflugor.
Artens utbredningsområde är Kongo. Inga underarter finns listade i Catalogue of Life.